# Cathy Féchoz
Cathy Féchoz (ur. 23 maja 1969 w Moûtiers) – francuska narciarka, specjalistka narciarstwa dowolnego. Zdobyła brązowe medale w balecie narciarskim na mistrzostwach świata w Lake Placid i mistrzostwach świata w Altenmarkt. Zajęła również drugie miejsce w tej samej konkurencji na igrzyskach olimpijskich w Albertville, jednakże balet był jedynie dyscypliną pokazową więc medali nie przyznawano.
Najlepsze wyniki w Pucharze Świata osiągnęła w sezonie 1993/1994, kiedy to zajęła 8. miejsce w klasyfikacji generalnej, a w klasyfikacji baletu była druga. W sezonie 1994/1995 również była druga, a w sezonie 1991/1992 trzecia w klasyfikacji baletu.
W 1995 r. zakończyła karierę.

## Osiągnięcia

### Mistrzostwa świata
| Miejsce | Dzień     | Rok  | Miejscowość | Konkurencja      | Zwycięzca   |
| ------- | --------- | ---- | ----------- | ---------------- | ----------- |
| 3.      | 11 lutego | 1991 | Lake Placid | Balet narciarski | Ellen Breen |
| 3.      | 12 marca  | 1993 | Altenmarkt  | Balet narciarski | Ellen Breen |

### Puchar Świata

#### Miejsca w klasyfikacji generalnej
- sezon 1985/1986: 36.
- sezon 1986/1987: 46.
- sezon 1989/1990: 23.
- sezon 1990/1991: 11.
- sezon 1991/1992: 12.
- sezon 1992/1993: 23.
- sezon 1993/1994: 8.
- sezon 1994/1995: 9.
- sezon 1995/1996: 60.

#### Miejsca na podium
1. La Plagne – 2 grudnia 1990 (Balet) – 1. miejsce
2. Piancavallo – 20 grudnia 1990 (Balet) – 3. miejsce
3. Whistler Blackcomb – 10 stycznia 1992 (Balet) – 2. miejsce
4. Breckenridge – 17 stycznia 1992 (Balet) – 3. miejsce
5. Oberjoch – 31 stycznia 1992 (Balet) – 3. miejsce
6. La Clusaz – 19 lutego 1991 (Balet) – 3. miejsce
7. Skole – 24 lutego 1991 (Balet) – 2. miejsce
8. Altenmarkt – 12 marca 1992 (Balet) – 1. miejsce
9. Tignes – 10 grudnia 1992 (Balet) – 2. miejsce
10. Whistler Blackcomb – 8 stycznia 1993 (Balet) – 2. miejsce
11. Whistler Blackcomb – 8 stycznia 1993 (Balet) – 1. miejsce
12. Breckenridge – 15 stycznia 1993 (Balet) – 2. miejsce
13. Le Relais – 29 stycznia 1993 (Balet) – 3. miejsce
14. Oberjoch – 19 marca 1993 (Balet) – 2. miejsce
15. Tignes – 10 grudnia 1993 (Balet) – 1. miejsce
16. La Plagne – 20 grudnia 1993 (Balet) – 2. miejsce
17. Breckenridge – 14 stycznia 1994 (Balet) – 3. miejsce
18. Breckenridge – 14 stycznia 1994 (Balet) – 1. miejsce
19. Lake Placid – 20 stycznia 1994 (Balet) – 1. miejsce
20. Lake Placid – 20 stycznia 1994 (Balet) – 1. miejsce
21. Le Relais – 28 stycznia 1994 (Balet) – 3. miejsce
22. La Clusaz – 2 lutego 1994 (Balet) – 2. miejsce
23. Hundfjället – 7 lutego 1994 (Balet) – 2. miejsce
24. Hundfjället – 7 lutego 1994 (Balet) – 2. miejsce
25. Altenmarkt – 3 marca 1994 (Balet) – 1. miejsce
26. Altenmarkt – 3 marca 1994 (Balet) – 2. miejsce
27. Hasliberg – 11 marca 1994 (Balet) – 1. miejsce
28. Hasliberg – 11 marca 1994 (Balet) – 1. miejsce
29. Whistler Blackcomb – 6 stycznia 1995 (Balet) – 2. miejsce
30. Whistler Blackcomb – 6 stycznia 1995 (Balet) – 2. miejsce
31. Le Relais – 20 stycznia 1995 (Balet) – 3. miejsce
32. Le Relais – 20 stycznia 1995 (Balet) – 2. miejsce
33. Lake Placid – 26 stycznia 1995 (Balet) – 1. miejsce
34. Oberjoch – 2 lutego 1995 (Balet) – 2. miejsce
35. Oberjoch – 2 lutego 1995 (Balet) – 3. miejsce
36. Altenmarkt – 9 lutego 1995 (Balet) – 3. miejsce
37. Kirchberg – 21 lutego 1995 (Balet) – 3. miejsce
38. Kirchberg – 21 lutego 1995 (Balet) – 2. miejsce
39. Lillehammer – 3 marca 1995 (Balet) – 3. miejsce
40. Lillehammer – 3 marca 1995 (Balet) – 3. miejsce
41. Hundfjället – 8 marca 1995 (Balet) – 3. miejsce
42. Hundfjället – 8 marca 1995 (Balet) – 3. miejsce
43. Tignes – 6 grudnia 1995 (Balet) – 2. miejsce
44. Tignes – 6 grudnia 1995 (Balet) – 2. miejsce
45. La Plagne – 14 grudnia 1995 (Balet) – 2. miejsce
46. La Plagne – 14 grudnia 1995 (Balet) – 2. miejsce

- W sumie 11 zwycięstw, 20 drugich i 15 trzecich miejsc.